# Qeboui
Dans la mythologie égyptienne, Qeboui est le dieu du vent du Nord. Dans l'art, Qeboui apparaît comme un homme avec quatre têtes de bélier, ou un bélier ailé à quatre têtes,. Il est également associé aux terres situées au-delà de la troisième cataracte du Nil.